# Tiên Hậu
Chòm sao Tiên Hậu (tiếng Trung: 仙后) hay Thiên Hậu, (tiếng La Tinh: Cassiopeia) là một trong 48 chòm sao Ptolemy và cũng là một trong 88 chòm sao hiện đại, mang hình ảnh của nữ hoàng Cassiopeia trong truyền thuyết Hy Lạp. Chòm sao này dễ dàng được nhận dạng do hình dạng chữ "M" được tạo thành từ 5 ngôi sao sáng của chòm. Tiên Hậu được bao quanh bởi chòm Tiên Nữ ở hướng nam, chòm Anh Tiên ở hướng đông nam và chòm Tiên Vương ở hướng Bắc. Nó đối diện với nhóm sao Bắc Đẩu của chòm Đại Hùng. Ở các địa điểm ở bán cầu bắc bên trên vĩ độ 34 có thể thấy chòm sao này quanh năm và ở vùng (cận) nhiệt đới nó có thể thấy rõ ràng nhất từ tháng 9 tới đầu tháng 11 trong hình dạng chữ "M" đặc trưng. 
|  |  |

## Đặc trưng nổi bật
Có 4 sao sáng nổi bật trong chòm Tiên Hậu, với độ sáng sáng hơn 3,0.
- Sao Alpha Cassiopeiae, thường gọi là Shedir, là một sao đôi. Sao chính là một sao khổng lồ màu cam, ở độ sáng 2.2, cách Trái Đất 229 năm ánh sáng. Sao thứ hai có độ sáng 8.9.
- Sao Beta Cassiopeiae, hay là Caph, là một sao màu trắng ở độ sáng 2.3, cách Trái Đất 54 năm ánh sáng.
- Hai sao sáng nổi bật khác là những sao thay đổi độ sáng. Đó là  Gamma Cassiopeiae và  Delta Cassiopeiae.

## Định hướng
Nếu kẻ 1 đường vuông góc từ đoạn nối 2 sao δ và sao γ ta sẽ có đường chỉ hướng bắc-nam rất chính xác 

## Thiên thể nổi bật
Vì nằm trong vùng nhiều sao của dải Ngân Hà nên chòm Tiên Hậu chứa nhiều thiên thể sâu thẳm trong vũ trụ như tinh vân và cụm sao mở.
Hai thiên thể Messier,  M52 (NGC 7654) và M103 (NGC 581) trong chòm Tiên Hậu là những cụm sao phân tán. M52 từng được miêu tả là "cụm sao hình quả thận" chứa đựng xấp xỉ 100 sao và cách Trái Đất 5.200 năm ánh sáng. Thành viên nổi bật nhất của cụm này là một sao màu cam ở độ sáng 8.0 nằm gần rìa của cụm sao. M103 ít sao hơn M52 chỉ với khoảng 25 sao, nhưng nó lại ở xa hơn khi cách Trái Đất 8.200 năm ánh sáng.
Các cụm sao mở nổi bật khác trong chòm là NGC 457 và NGC 663, cả hai đều có khoảng 80 sao.